# Bandaboyanahalli, Krishnarajpet
Bandaboyanahalli là một làng thuộc tehsil Krishnarajpet, huyện Mandya, bang Karnataka, Ấn Độ.